# Chrono Trigger
Chrono Trigger là một trò chơi điện tử nhập vai năm 1995 do Square phát triển và phát hành cho hệ máy SNES. Sản phẩm là phần đầu tiên của loạt trò chơi Chrono. Nhóm phát triển của Chrono Trigger bao gồm ba nhà thiết kế mà Square mệnh danh là "Đội hình trong mơ": Sakaguchi Hironobu, người tạo ra loạt game Final Fantasy thành công của Square; Horii Yuji, nhà thiết kế tự do và người tạo ra loạt game Dragon Quest nổi tiếng của Enix; và Toriyama Akira, nhà thiết kế nhân vật cho Dragon Quest và tác giả của loạt manga Dragon Ball. Bên cạnh đó còn có Aoki Kazuhiko tham gia sản xuất trò chơi, Kato Masato viết phần lớn nội dung cho cốt truyện, nhà soạn nhạc Mitsuda Yasunori soạn hầu hết bản nhạc cho game khi ngã bệnh và chuyển phần việc còn lại cho Uematsu Nobuo, người soạn nhạc chính của series Final Fantasy. Cốt truyện của trò chơi kể về một nhóm mạo hiểm giả vượt thời gian để ngăn chặn thảm họa toàn cầu.
Chrono Trigger là thành công lớn về thương mại khi phát hành, và thường được tuyên dương là một trong những trò chơi video hay nhất mọi thời đại. Tạp chí Nintendo Power đã mô tả các khía cạnh của Chrono Trigger là mang tính cách mạng, bao gồm việc trò chơi có nhiều kết thúc, nhiệm vụ phụ có liên quan đến cốt truyện tập trung vào việc phát triển nhân vật, hệ thống chiến đấu độc đáo và đồ họa tỉ mỉ. Sản phẩm là trò chơi bán chạy thứ ba trong năm 1995 tại Nhật Bản, và xuất xưởng 2,65 triệu bản trên toàn thế giới vào tháng 3 năm 2003.
Square phát hành bản port do Tose tạo ra cho hệ máy PlayStation vào năm 1999, sau đó đóng gói cùng với Final Fantasy IV trong bộ sưu tập Final Fantasy Chronicles (2001) phát hành ra thị trường Bắc Mỹ. Tose tiếp tục nâng cấp Chrono Trigger thêm một chút, sau đó phát hành cho nền tảng Nintendo DS ở Bắc Mỹ và Nhật Bản vào năm 2008, ở khu vực PAL vào năm 2009. Sau khoảng một năm phát hành, phiên bản Nintendo DS bán được 790.000 bản vào tháng 3 năm 2009. Chrono Trigger cũng port sang các nền tảng bao gồm i-mode, Virtual Console, PlayStation Network, iOS, Android, và Microsoft Windows.

## Trò chơi
Chrono Trigger có tính năng chơi trò chơi video nhập vai tiêu chuẩn. Người chơi điều khiển nhân vật chính và những người bạn đồng hành của mình trong thế giới hư cấu hai chiều của trò chơi, bao gồm nhiều khu rừng, thành phố và ngục tối khác nhau. Điều hướng xảy ra thông qua bản đồ thế giới, mô tả cảnh quan từ chế độ xem trên cao được thu nhỏ lại. Các khu vực như rừng, thành phố và các địa điểm tương tự được mô tả là bản đồ thu nhỏ thực tế hơn, trong đó người chơi có thể trò chuyện với người dân địa phương để mua vật phẩm và dịch vụ, giải câu đố và thử thách hoặc gặp kẻ thù. Chrono Trigger ' lệch gameplay so với những game nhập vai truyền thống của Nhật Bản trong đó, nhiều kẻ thù là có thể nhìn thấy trên bản đồ thực địa hoặc rình rập để phục kích đội chứ không phải xuất hiện trong cuộc tập kích ngẫu nhiên,. Tương tác với kẻ thù trên bản đồ chiến trường bắt đầu một trận chiến xảy ra trực tiếp trên bản đồ chứ không phải trên một màn hình chiến đấu riêng biệt.
Người chơi và kẻ thù có thể sử dụng các đòn tấn công vật lý hoặc ma thuật để làm bị thương mục tiêu trong trận chiến, và người chơi có thể sử dụng vật phẩm để chữa lành hoặc bảo vệ bản thân. Mỗi nhân vật và kẻ thù có các lượng máu nhất định; các cuộc tấn công thành công làm giảm lượng máu của nhân vật đó, có thể được phục hồi bằng các bình thuốc và phép thuật. Khi một nhân vật có thể chơi bị mất tất cả các lượng máu, họ sẽ bị hạ gục; nếu tất cả các nhân vật của người chơi bị hạ gục trong trận chiến, trò chơi kết thúc và phải được khôi phục từ một chương đã lưu trước đó, ngoại trừ trong các trận chiến liên quan đến cốt truyện cụ thể cho phép hoặc buộc người chơi thua cuộc. Giữa các trận chiến, người chơi có thể trang bị cho nhân vật của mình vũ khí, áo giáp, mũ trụ và phụ kiện mang lại hiệu ứng đặc biệt (như tăng sức tấn công hoặc phòng thủ chống lại ma thuật), và các vật phẩm tiêu hao khác nhau có thể được sử dụng cả trong và ngoài trận chiến. Các vật phẩm và thiết bị có thể được mua trong các cửa hàng hoặc được tìm thấy trên bản đồ hiện trường, thường là trong các rương kho báu. Bằng cách khám phá vùng đất mới và chiến đấu kẻ thù, người chơi khai phá dần cốt truyện của Chrono Trigger.
Chrono Trigger sử dụng hệ thống "Active Time Battle". Mỗi nhân vật có thể hành động trong trận chiến một khi bộ đếm thời gian cá nhân phụ thuộc vào thống kê tốc độ của nhân vật được tính bằng không. Phép thuật và kỹ thuật vật lý đặc biệt được xử lý thông qua một hệ thống gọi là "Kỹ thuật". Các kỹ thuật làm cạn kiệt lượng ma thuật của một nhân vật (một chỉ số tương tự như lượng máu) và thường có sát thương diện rộng đặc biệt; một số phép thuật gây sát thương cho quái vật, trong khi một số khác có thể gây hại cho kẻ thù lan rộng trong một hàng. Kẻ thù thường thay đổi vị trí trong trận chiến, tạo cơ hội cho việc sử dụng chiến thuật kỹ thuật. Một tính năng độc đáo của hệ thống kỹ thuật của Chrono Trigger là có nhiều kỹ thuật hợp tác. Mỗi nhân vật nhận được tám kỹ thuật cá nhân có thể được kết hợp cùng với các kỹ thuật khác để hợp thành song kỹ và tam kỹ để có hiệu quả cao hơn. Chẳng hạn, Cyclone Tech xoay kiếm của Crono có thể được kết hợp với Flame Toss của Lucca để tạo ra Flame Whirl. Khi các nhân vật có kỹ thuật tương thích với đủ lượng ma thuật có sẵn có thể thực hiện các kỹ thuật của họ, trò chơi sẽ tự động hiển thị kết hợp dưới dạng tùy chọn.
Chrono Trigger có một số đặc điểm chơi trò chơi khác biệt, bao gồm du hành thời gian. Người chơi có quyền truy cập vào bảy thời đại của lịch sử thế giới trò chơi và các hành động trong quá khứ ảnh hưởng đến các sự kiện trong tương lai. Trong suốt lịch sử, người chơi tìm thấy các đồng minh mới, hoàn thành các nhiệm vụ phụ và tìm kiếm các nhân vật phản diện quan trọng. Du hành thời gian được thực hiện thông qua các cổng và cột ánh sáng gọi là "cổng thời gian", cũng như một cỗ máy thời gian có tên là Đại Kỷ Nguyên. Trò chơi chứa mười ba kết thúc độc đáo; kết thúc mà người chơi nhận được tùy thuộc vào thời điểm và cách họ tiếp cận và hoàn thành trận chiến cuối cùng của trò chơi. Chrono Trigger DS có một kết thúc mới có thể được truy cập từ Tận cùng Thời gian sau khi hoàn thành dungeon tùy chọn cuối cùng và trùm cuối tùy chọn. Chrono Trigger cũng giới thiệu tùy chọn New Game Plus; Sau khi hoàn thành trò chơi, người chơi có thể bắt đầu một trò chơi mới với cùng cấp độ nhân vật, kỹ thuật và thiết bị, không bao gồm tiền, mà họ đã kết thúc phần chơi trước đó. Tuy nhiên, một số vật phẩm trung tâm của cốt truyện bị loại bỏ và phải được tìm lại, như thanh kiếm Masamune. Square đã sử dụng khái niệm New Game Plus trong các game sau này bao gồm Chrono Cross, Parasite Eve, Vagrant Story, Final Fantasy X-2 và Lightning Returns: Final Fantasy XIII.

## Cốt truyện

### Bối cảnh
Chrono Trigger diễn ra trong một thế giới tương tự Trái đất, với các thời đại như thời tiền sử, trong đó con người nguyên thủy và khủng long cùng tồn tại trái đất; thời Trung cổ, đầy rẫy những hiệp sĩ, quái vật và ma thuật; và tương lai hậu tận thế, nơi con người nghèo khổ và robot thông minh đấu tranh để sinh tồn. Các nhân vật thường xuyên du hành xuyên thời gian để có được đồng minh, thu thập thiết bị và tìm hiểu thông tin để giúp họ trong nhiệm vụ. Các bên cũng giành quyền truy cập vào Tận cùng thời gian (được hiểu như năm ∞), đóng vai trò như là một dịch trạm để trở lại khoảng thời gian khác. Cuối cùng cả nhóm có được một chiếc cỗ máy thời gian được gọi là Đôi cánh thời gian, biệt danh là Đại Kỷ Nguyên. Chiếc tàu bay có khả năng du hành thời gian giữa bất kỳ khoảng thời gian nào mà không cần phải di chuyển đến Tận cùng thời gian.

### Nhân vật
Chrono Trigger  có sáu nhân vật có thể chơi được (cộng với một nhân vật tùy chọn) xuất phát từ những thời kỳ khác nhau của lịch sử. Chrono Trigger bắt đầu vào năm 1000 sau Công nguyên với Crono, Marle và Lucca. Crono là nhân vật chính thầm lặng, với đặc trưng là một chàng trai trẻ không sợ hãi, sử dụng thanh katana trong trận chiến. Marle, được tiết lộ là Công chúa Nadia, sống trong Lâu đài Guardia; Mặc dù được che chở, nhưng trong thâm tâm, cô là một công chúa tìm kiếm sự độc lập khỏi bản sắc hoàng gia của mình. Lucca là một người bạn thời thơ ấu của Crono và là một thiên tài cơ khí; Nhà cô ấy chứa đầy thiết bị thí nghiệm và máy móc. Từ thời đại 2300 sau Công nguyên, Robo hay Prometheus (tên định danh R-66Y), một robot có tính cách gần giống người được tạo ra để hỗ trợ con người. Nằm im lìm trong tương lai, Robo được Lucca tìm thấy và sửa chữa, và gia nhập nhóm vì lòng biết ơn. Ayla mạnh mẽ, bất bại sống trong 65.000.000 trước Công nguyên. Không thể sánh được với sức mạnh thô sơ, Ayla là trưởng làng Ioka và lãnh đạo nhân dân của mình trong cuộc chiến chống lại một loài bò sát hình người được gọi là Reptites.
Hai nhân vật cuối cùng có thể chơi là Frog và Magus. Frog có nguồn gốc từ năm 600 sau Công nguyên. Anh là một cựu cận vệ từng được biết đến như Glenn, người đã biến thành một con ếch hình người bởi Magus, cũng là người đã giết bạn mình Cyrus. Tinh thần hào hiệp nhưng bị nỗi ân hận dày vò, Frog dành cả cuộc đời để bảo vệ Leene, nữ hoàng của Guardia và báo thù cho Cyrus. Trong khi đó, Guardia vào năm 600 sau Công nguyên đang ở trong tình trạng xung đột với Mystics (được gọi là Fiends ở bản US / DS), một chủng tộc quỷ và động vật thông minh gây chiến với nhân loại dưới sự lãnh đạo của Magus, một phù thủy đầy quyền năng. Sự ẩn dật của Magus che giấu một quá khứ đã mất từ lâu; anh trước đây được biết đến với cái tên Janus, hoàng tử trẻ của Vương quốc Zeal, bị Lavos phá hủy vào năm 12.000 trước Công nguyên. Vụ việc đã đưa anh ta về phía trước dòng thời gian, và khi anh ta già đi, anh ta âm mưu trả thù Lavos và nghiền ngẫm về số phận của chị gái anh ta, Schala. Lavos, nhân vật phản diện chính của trò chơi đánh thức và tàn phá thế giới vào năm 1999, là một sinh vật ngoài hành tinh, ký sinh, thu hoạch DNA và năng lượng của Trái đất để phát triển.

### Story
Vào năm 1000 sau Công nguyên, Crono và Marle xem Lucca và cha cô trình diễn dịch chuyển tức thời mới của cô tại Hội chợ Thiên niên kỷ ở Vương quốc Guardia. Khi Marle tình nguyện được dịch chuyển tức thời, mặt dây chuyền của cô can thiệp vào thiết bị và tạo ra một cổng thời gian mà cô bị kéo vào. Sau khi Crono và Lucca tái tạo lại cổng thời gian và thấy mình đang ở năm 600 sau Công nguyên, họ tìm thấy Marle biến mất trước mặt họ. Lucca nhận ra rằng vương quốc thời kỳ này đã nhầm Marle, thực ra là Công chúa Nadia của Guardia với Nữ hoàng Leene - tổ tiên của cô đã bị bắt cóc nên vương quốc đã bỏ qua nỗ lực giải cứu hoàng hậu và tạo ra một nghịch lý cho ông nội. Crono và Lucca, với sự giúp đỡ của Frog, khôi phục lịch sử trở lại bình thường bằng cách giải cứu Leene. Sau khi chia tay với Frog và trở về hiện tại, Crono bị bắt vì tội bắt cóc Marle và bị kết án tử hình bởi thủ tướng Guardia hiện tại. Lucca và Marle giúp Crono chạy trốn, sử dụng một cổng thời gian khác để trốn thoát những kẻ truy đuổi. Cổng này hạ cánh họ vào năm 2300 sau Công nguyên, nơi họ biết rằng một nền văn minh tiên tiến đã bị xóa sổ bởi một sinh vật khổng lồ có tên Lavos xuất hiện vào năm 1999. Cả ba thề sẽ tìm cách ngăn chặn sự hủy diệt trong thế giới của họ trong tương lai. Sau khi gặp gỡ và sửa chữa Robo, Crono và những người bạn của mình tìm thấy Gaspar, một nhà hiền triết cổ ở Tận cùng Thời gian, người giúp họ có được sức mạnh ma thuật và du hành xuyên thời gian bằng nhiều cột ánh sáng (từ thời điểm này trở đi, cả nhóm có thể thách thức Lavos, làm như vậy và mỗi chiến thắng ở những thời điểm nhất định sẽ mở khóa một trong mười hai kết thúc khác nhau, tùy thuộc vào điểm trong câu chuyện mà Lavos chiến đấu, cũng như liệu có hành động nào được hoàn thành trước hay không).
Nghiên cứu vào năm 1000 sau Công nguyên đã cho nhóm biết về Magus triệu tập Lavos vào thế giới vào năm 600 sau Công nguyên, nhưng Frog cần phải chế tạo lại thanh kiếm huyền thoại, Masamune, để mở đường đến lâu đài của Magus. Để lấy tài nguyên và luyện lại nó, họ du hành đến thời tiền sử và gặp Ayla. Sau khi trở về năm 600 sau Công nguyên, họ thách đấu Magus, tin rằng anh ta là nguồn gốc của Lavos; trận chiến phá vỡ phép thuật mà Magus đang sử dụng để triệu hồi Lavos và gây ra một cánh cổng thời gian ném Crono và bạn bè của anh ta về quá khứ. Quay trở lại thời tiền sử, Ayla tham gia nhóm để chiến đấu với các loài bò sát và chứng kiến nguồn gốc thực sự của Lavos khi kẻ cai trị của loài bò sát gọi nó từ các ngôi sao rơi xuống hành tinh. Bước vào một cánh cổng tạo ra bởi tác động của Lavos, họ đến 12.000 năm TCN, thời kỳ băng hà, nơi cả nhóm tìm thấy Vương quốc của Zeal, kẻ đã phát hiện ra Lavos và tìm cách rút cạn sức mạnh của nó để đạt được sự bất tử thông qua Máy Mammon. Lãnh đạo của Zeal, Nữ hoàng Zeal, bắt giam Crono và bạn bè theo lệnh của Tiên tri, một nhân vật bí ẩn gần đây đã bắt đầu tư vấn cho nữ hoàng. Mặc dù con gái của Zeal là Schala giải thoát họ, nhưng Tiên Tri buộc cô phải trục xuất họ khỏi vương quốc và phong ấn cánh cổng thời gian họ từng dùng để đến thời kỳ tăm tối. Họ trở lại bên cạnh 2300 sau Công nguyên để tìm một cỗ máy thời gian gọi là Đôi cánh thời gian (hay Đại kỷ nguyên), có thể truy cập bất kỳ khoảng thời gian nào mà không cần sử dụng cổng thời gian. Họ quay trở lại 12000 năm TCN nhưng không ngăn được Zeal kích hoạt Máy Mammon trong Cung điện Đại dương. Lavos thức dậy, bị quấy rầy bởi Máy Mammon; Nhà tiên tri tiết lộ mình là Magus và không thành công khi cố gắng giết chết sinh vật này. Cả nhóm bị đánh bại, và Crono trong tình trạng thương tích đầy mình đứng lên thách thức Lavos trước khi bị tan xác bởi một vụ nổ mạnh mẽ. Schala vận chuyển phần còn lại của nhóm trở lại mặt đất trước khi Lavos phá hủy cung điện Đại dương và Vương quốc Zeal, gây ra một trận lụt tàn khốc nhấn chìm hầu hết thế giới.
Những người bạn của Crono thức dậy trong một ngôi làng và tìm thấy Magus, người thú nhận rằng anh ta từng là Hoàng tử Janus của Zeal. Anh tiết lộ rằng thảm họa tại Cung điện Đại Dương đã phân tán những Gurus của Zeal theo thời gian và gửi anh đến thời Trung cổ. Janus lấy danh hiệu Magus và có được sự sùng bái tín đồ trong khi âm mưu triệu tập và giết Lavos để trả thù cho cái chết của chị gái anh, Schala. Khi Lavos xuất hiện sau trận chiến với Crono và các đồng minh của mình, anh ta đã quay trở lại thời Zeal và tự giới thiệu họ với tư cách là một nhà tiên tri. Tại thời điểm này, Magus hoặc bị giết bởi cả nhóm, bị giết trong cuộc đấu tay đôi với Frog, hoặc tha mạng và bị thuyết phục tham gia nhóm. Khi những người bạn của Crono rời đi, Cung điện Đại dương đổ nát bay lên không trung dưới dạng Black Omen. Cả nhóm tìm Gaspar để nhờ giúp đỡ và anh ta đưa cho họ một "Chrono Trigger", một thiết bị hình quả trứng cho phép nhóm thay thế Crono ngay trước khi chết bằng Dopple Doll (làm như vậy là tùy chọn và kết thúc trò chơi sẽ thay đổi tùy thuộc vào quyết định của người chơi có để Magus sống hay có sở hữu tàu Đại Kỷ Nguyên không). Cả nhóm sau đó đã tăng cường sức mạnh bằng cách giúp mọi người vượt thời gian theo hướng dẫn của Gaspar. Hành trình của họ liên quan đến việc đánh bại tàn dư của Mystics, ngăn chặn âm mưu của AI điên cuồng (cũng là cha đẻ của Robo), cho Frog chào từ biệt linh hồn của Cyrus, xác định vị trí và cường hóa viên đá Mặt trời huyền thoại giúp cho Lucca có được vũ khí mạnh nhất, tìm được kho báu Rainbow Shell huyền thoại, đồng thời lật tẩy âm mưu lật đổ nhà vua của thủ tướng giả mạo, giúp khôi phục một khu rừng bị phá hủy bởi một con quái vật sa mạc, và ngăn chặn một tai nạn đã hủy hoại mẹ của Lucca. Cả nhóm tiến vào Black Omen và đánh bại Nữ hoàng Zeal, sau đó chiến đấu với Lavos; một khi phải đối mặt với hình dạng thật của sinh vật, họ hiểu rằng nó đã được hấp thụ DNA và năng lượng từ mọi sinh vật trước khi phát sinh và phá hủy bề mặt hành tinh vào năm 1999 để nó có thể sinh ra một thế hệ mới để phá hủy thế giới. Sau khi giết Lavos và cứu lấy tương lai, họ đã ăn mừng trong đêm cuối cùng của Hội chợ Thiên niên kỷ trước khi trở lại thời đại của mình.
Nếu Magus gia nhập đội, anh ta khởi hành để tìm kiếm Schala. Nếu Crono được hồi sinh trước khi đánh bại Lavos, bản án bắt cóc Marle của Crono được cha cô, Vua Guardia XXXIII thu hồi, nhờ những lời làm chứng từ tổ tiên và hậu duệ của Marle, người mà Crono đã giúp đỡ trong cuộc hành trình của mình. Mẹ của Crono đã vô tình đi vào cổng thời gian tại Hội chợ thiên niên kỷ trước khi nó đóng cửa, khiến Crono, Marle và Lucca phải dùng tàu Đại kỷ nguyên để tìm bà trong khi pháo hoa thắp sáng bầu trời đêm. Nếu Crono không được hồi sinh, Frog, Robo và Ayla (cùng với Magus nếu anh ta nhập hội) đuổi theo Gaspar rồi quay lại Hội chợ thiên niên kỷ, tiết lộ rằng Gaspar biết cách hồi sinh Crono; Marle và Lucca sau đó sử dụng Đại Kỷ Nguyên để du hành xuyên thời gian và tìm ra cách để đạt được điều này. Ngoài ra, nếu cả nhóm sử dụng tàu Đại Kỷ Nguyên để đột nhập từ lớp vỏ ngoài của Lavos, Marle sẽ giúp cha cô treo chuông của Nadia tại lễ hội và vô tình bị vài quả bóng bay mang đi. Nếu được hồi sinh, Crono nhảy vào để giúp cô, nhưng không thể đưa họ xuống trái đất. Tay trong tay với nhau, cặp đôi cùng du hành qua bầu trời đầy ánh trăng.
Chrono Trigger DS đã thêm hai kịch bản mới vào trò chơi  Trong lần đầu tiên, Crono và bạn bè của anh ta có thể giúp giành lại thánh đường đã mất cho Reptites, người sau đó thưởng cho các vật phẩm và áo giáp mạnh mẽ. Kịch bản thứ hai cho biết thêm quan hệ với phần tiếp theo, Chrono Cross.  Trong New Game +, cả nhóm có thể khám phá một số vòng xoáy không gian để chiến đấu với các phiên bản bóng tối của Crono, Marle và Lucca, và để chiến đấu với Dalton, kẻ thất bại đã quyết phục thù bằng việc xây dựng một đội quân ở thị trấn Porre để tiêu diệt Vương quốc Guardia (nhưng sau cùng vẫn không làm được).  Sau đó, nhóm có thể chiến đấu với Dream Devourer, một hình thức nguyên mẫu của sự hợp nhất của Time Devourer Haya của Schala và Lavos được thấy trong Chrono Cross. Magus ở tương lai cầu xin Schala kháng cự; mặc dù cô nhận ra anh là em trai mình, cô từ chối để được giúp đỡ và dịch chuyển anh đi. Schala sau đó xóa ký ức của Magus và anh tỉnh dậy trong một khu rừng, quyết tâm tìm lại những gì mình đã mất.

## Phát triển
Chrono Trigger được lên ý tưởng từ năm 1992 bởi Sakaguchi Hironobu, nhà sản xuất và người tạo ra loạt game Final Fantasy; Horii Yuji, nhà văn, nhà thiết kế trò chơi và người tạo ra loạt game Dragon Quest; và Toriyama Akira, nhà thiết kế nhân vật của Dragon Quest và người tạo ra bộ truyện tranh Dragon Ball. Đi du lịch đến Hoa Kỳ để nghiên cứu đồ họa máy tính, cả ba quyết định tạo ra một thứ mà "chưa ai từng làm trước đây".  Sau khi dành hơn một năm để xem xét những khó khăn trong việc phát triển một trò chơi mới, họ đã nhận được một cuộc gọi từ Aoki Kazuhiko, người đề nghị sản xuất.  Bốn người đã gặp và trải qua bốn ngày động não ý tưởng cho các trò chơi.  Square đã triệu tập 50 nhà phát triển, trong đó có nhà viết kịch bản Kato Masato, người mà Square chỉ định kế hoạch câu chuyện. Sự phát triển bắt đầu vào đầu năm 1993. Một nhân viên của Square không được công nhận đề nghị nhóm phát triển một trò chơi du hành thời gian, mà Kato ban đầu phản đối, sợ lối chơi lặp đi lặp lại, buồn tẻ.  Kato và Horii sau đó gặp nhau vài giờ mỗi ngày trong năm đầu tiên phát triển để viết cốt truyện của trò chơi.  Square dự định cấp phép cho tác phẩm dưới sự nhượng quyền của Seiken Densetsu và đặt biệt hiệu cho nó là Đảo Maru; Hiromichi Tanaka (nhà sản xuất tương lai của Chrono Cross) đã theo dõi các thiết kế ban đầu của Toriyama. Nhóm nghiên cứu hy vọng sẽ phát hành nó trên Super Famicom Disk Drive theo kế hoạch của Nintendo; Khi Nintendo hủy dự án, Square đã định hướng lại trò chơi để phát hành trên hộp mực Super Famicom và đổi tên thương hiệu thành Chrono Trigger.  Tanaka sử dụng nền tảng hộp mực ROM cho phép chuyển đổi liền mạch sang các trận chiến trên bản đồ hiện trường.
Aoki cuối cùng đã sản xuất Chrono Trigger, trong khi các khâu đạo diễn được giao cho Akihiko Matsui, Yoshinori Kitase và Takashi Tokita. Toriyama đã thiết kế tính thẩm mỹ của trò chơi, bao gồm các nhân vật, quái vật, phương tiện và diện mạo của từng thời đại. Kato Masato cũng đóng góp ý tưởng nhân vật và thiết kế. Kato đã lên kế hoạch cho Gaspar là một nhân vật có thể chơi được và Toriyama đã phác thảo ông ta, nhưng ông đã bị cắt sớm trong quá trình phát triển. Các nhân viên phát triển đã nghiên cứu các bản vẽ của Toriyama để ước tính phong cách ông ấy. Sakaguchi và Horii giám sát; Sakaguchi chịu trách nhiệm cho toàn bộ hệ thống của trò chơi và đóng góp một số ý tưởng quái vật.   Các nhà thiết kế đáng chú ý khác bao gồm Tetsuya Takahashi, giám đốc đồ họa và Yasuyuki Honne, Tetsuya Nomura và Yusuke Naora, những người làm việc như một họa sĩ đồ họa.  Yasuhiko Kamata đã lập trình đồ họa và trích dẫn tác phẩm trực quan của Ridley Scott trong bộ phim Alien như một nguồn cảm hứng cho ánh sáng của trò chơi. Kamata đưa ra sự lựa chọn độ sáng và màu sắc của trò chơi trên nền tảng kết hợp giữa game  Secret of Mana và loạt game Final Fantasy.  Các tính năng ban đầu dự định sẽ được sử dụng trong Secret of Mana hoặc Final Fantasy IV, cũng đang được phát triển cùng lúc thì nhóm phát triển Chrono Trigger đã lấy và áp dụng vào. Theo Tanaka, Secret of Mana (ban đầu được dự định là Final Fantasy IV) có tên mã là " Chrono Trigger " trong quá trình phát triển trước khi được gọi là Seiken Densetsu 2 (Bí mật của Mana), và sau đó cái tên Chrono Trigger được sử dụng cho một dự án mới.

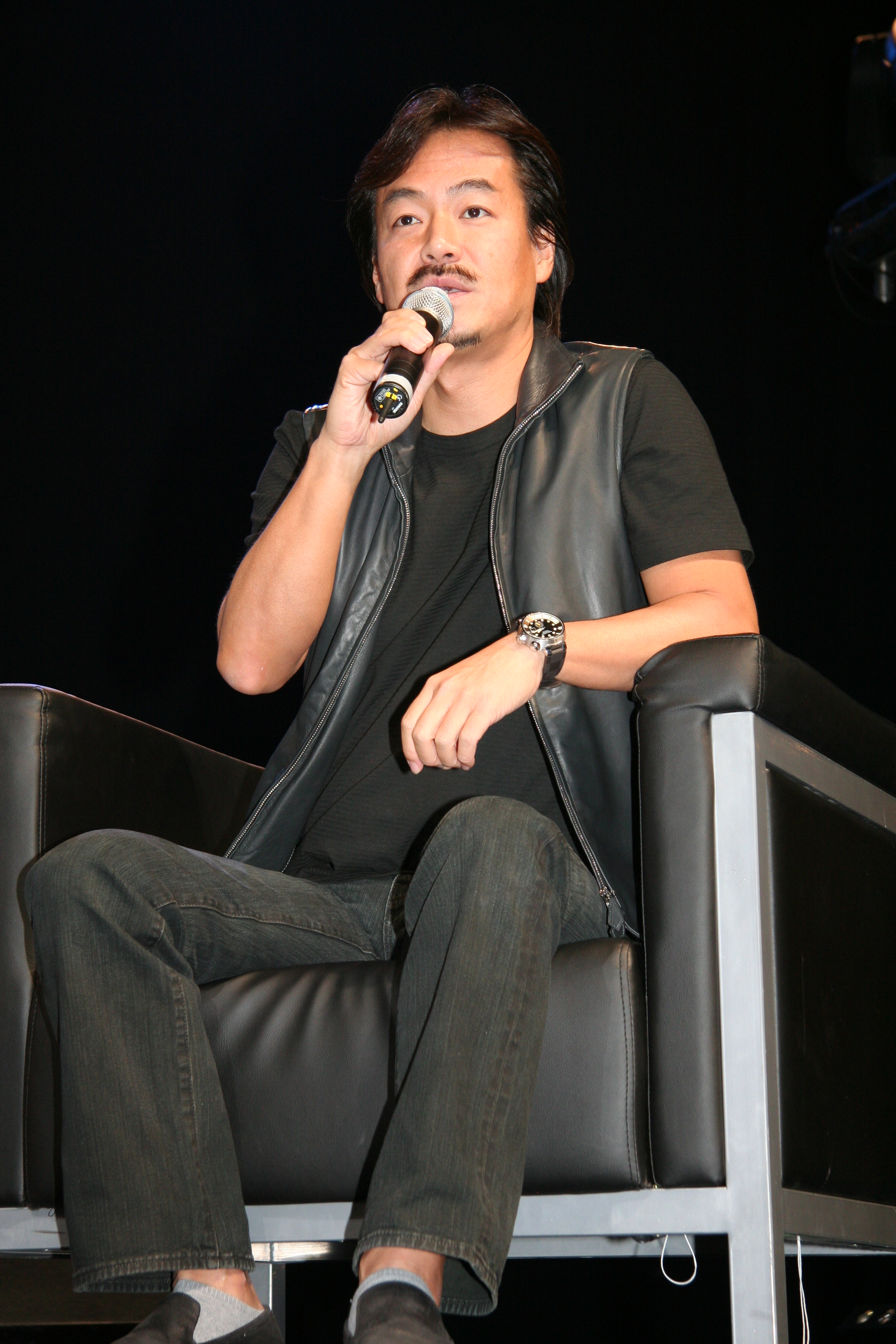
Sakaguchi Hironobu, một phần của "Đội hình trong mơ"

Horii Yuji, một người hâm mộ tiểu thuyết du hành thời gian (như phim truyền hình Đường hầm thời gian), đã thúc đẩy một chủ đề du hành thời gian trong bản phác thảo câu chuyện chung của ông về Chrono Trigger với Toriyama Akira. Horii thích kịch bản của nghịch lý ông nội xung quanh Marle. Liên quan đến việc lập kế hoạch câu chuyện, Horii nhận xét: "Nếu có một hội chợ, tôi chỉ viết rằng đó là một hội chợ; tôi không viết ra bất kỳ chi tiết nào. Sau đó, các nhân viên động não và đưa ra một loạt các điểm tham quan để đưa vào. "  Sakaguchi đóng góp một số yếu tố nhỏ, bao gồm nhân vật Gato; anh thích sự xung đột của Marle với người cha và sự hòa giải với cha cô.  Kato Masato sau đó đã chỉnh sửa và hoàn thành đề tài bằng cách viết phần lớn câu chuyện của trò chơi, bao gồm tất cả các sự kiện trong kỷ nguyên 12.000 trước Công nguyên. Anh tránh đề cập những gì anh mô tả là "một chuỗi dài việc vặt  ... [Chẳng hạn như] 'làm điều này', 'lấy cái này', 'đánh bại những con quái vật này' hoặc 'cắm lá cờ này'. "  Kato và các nhà phát triển khác đã tổ chức một loạt các cuộc họp để đảm bảo tính liên tục, thường có khoảng 30 nhân sự tham dự. Kato và Horii ban đầu đề xuất cái chết của Crono, mặc dù họ dự định anh sẽ chết; nhóm sẽ lấy lại một phiên bản sống của anh ta để hoàn thành nhiệm vụ.  Square cho rằng kịch bản quá buồn và yêu cầu Crono được đưa trở lại cuộc sống sau này trong câu chuyện.  Kato cũng đã nghĩ ra hệ thống nhiều kết thúc vì anh ta không thể phân nhánh câu chuyện ra những con đường khác nhau. Yoshinori Kitase và Takashi Tokita sau đó đã viết nhiều tiểu cảnh khác nhau.  Họ cũng đã phát minh ra một hệ thống "Logic thời gian hoạt động", "nơi bạn có thể di chuyển nhân vật của mình trong các cảnh, ngay cả khi NPC đang nói chuyện với bạn" và với người chơi "nói chuyện với những người khác nhau và điều khiển cuộc trò chuyện theo những hướng khác nhau", cho phép mỗi cảnh "có nhiều hoán vị."  Kato đã trở thành bạn với nhà soạn nhạc Mitsuda Yasunori trong quá trình phát triển và họ sẽ hợp tác trong một số dự án trong tương lai.  Katsuhisa Higuchi đã lập trình hệ thống chiến đấu, nơi tổ chức chiến đấu trên bản đồ mà không chuyển sang chiến trường đặc biệt như hầu hết các trò chơi Square trước đây đã làm.  Higuchi lưu ý cực kỳ khó khăn trong việc tải các trận chiến đúng cách mà không bị chậm hoặc màn hình tải đen, ngắn.  Việc sử dụng các họa tiết quái vật hoạt hình của trò chơi tiêu tốn nhiều bộ nhớ hơn so với các game Final Fantasy trước đây, vốn sử dụng đồ họa kẻ thù tĩnh.
Sakaguchi Hironobu ví sự phát triển của Chrono Trigger là "chơi với vũ trụ của Toriyama", với lý do đưa vào các tình tiết hài hước trong game sẽ là "không thể với thứ gì đó như Final Fantasy ". Khi Square Co. đề xuất một nhân vật không phải người chơi, các nhà phát triển đã tạo ra Frog bằng cách điều chỉnh một trong những bản phác thảo của Toriyama.  Nhóm đã tạo ra Tận cùng thời gian để giúp người chơi nhận được gợi ý vì lo lắng rằng họ có thể bị mắc kẹt và cần tham khảo hướng dẫn.  Những người thử nghiệm trò chơi trước đây đã phàn nàn rằng Chrono Trigger quá khó; như Horii giải thích, "Đó là vì chúng ta biết quá nhiều. Các nhà phát triển nghĩ về trò chơi là đúng; rằng chúng quá dễ. Họ đã suy nghĩ từ kinh nghiệm của chính họ. Các câu đố đều giống nhau. Rất nhiều người chơi đã không tìm ra những thứ mà chúng tôi nghĩ rằng họ sẽ tìm được một cách dễ dàng. "  Sakaguchi sau đó đã trích dẫn mong muốn bất thường của những người thử nghiệm beta để chơi trò chơi lần thứ hai hoặc "du hành xuyên thời gian" như một lời khẳng định về tính năng New Game +: "Bất cứ nơi nào chúng tôi có thể, chúng tôi đã cố gắng làm cho nó thay đổi một chút hành vi gây ra sự khác biệt tinh tế trong phản ứng của mọi người, thậm chí đến từng chi tiết nhỏ nhất  ... Tôi nghĩ rằng lần phát thứ hai sẽ có một mối quan tâm hoàn toàn mới. "  Việc sử dụng lại các địa điểm của trò chơi do du hành thời gian khiến việc sửa lỗi trở nên khó khăn, vì việc sửa chữa sẽ gây ra hậu quả không lường trước ở các thời đại khác.

### Âm nhạc
Chrono Trigger được ghi điểm chủ yếu bởi Mitsuda Yasunori, với sự đóng góp của nhà soạn nhạc kỳ cựu Final Fantasy Nobuo Uematsu, và một bản nhạc do Noriko Matsueda sáng tác. Một lập trình viên âm thanh vào thời điểm đó, Mitsuda không hài lòng với tiền lương của mình và đe dọa sẽ rời khỏi Square nếu anh ta không thể sáng tác nhạc.  Sakaguchi Hironobu đề nghị ông soạn nhạc cho Chrono Trigger,nhận xét, "có thể lương của bạn sẽ tăng lên."  Mitsuda sáng tác nhạc mới và vẽ lên một bộ sưu tập cá nhân gồm các tác phẩm được sáng tác trong hai năm trước. Anh ấy phản ánh: "Tôi muốn tạo ra âm nhạc không phù hợp với bất kỳ thể loại đã thành lập nào  ... âm nhạc của một thế giới tưởng tượng. Giám đốc trò chơi, Kato Masato, là bạn thân của tôi, và vì vậy tôi luôn nói chuyện với anh ấy về bối cảnh và bối cảnh trước khi viết. "  Mitsuda đã ngủ trong phòng thu của mình nhiều đêm và gán cho một số tác phẩm nhất định như chủ đề kết thúc của trò chơi, To Far Away Times - truyền cảm hứng cho những giấc mơ.  Sau đó, ông đã gán bài hát này cho một ý tưởng mà ông đã phát triển trước Chrono Trigger, phản ánh rằng giai điệu được thực hiện để cống hiến cho "một người nào đó mà ông [muốn] chia sẻ tới một thế hệ". Ông cũng đã cố gắng sử dụng các tác phẩm chủ đề chính của Chrono Trigger để tạo cảm giác thống nhất trong nhạc nền. Mitsuda đã viết mỗi giai điệu dài khoảng hai phút trước khi lặp lại, điều bất thường đối với các trò chơi của Square tại thời điểm đó. Mitsuda bị một sự cố mất ổ cứng khoảng bốn mươi bài hát đang diễn ra. Sau khi Mitsuda bị loét dạ dày, Uematsu tham gia dự án sáng tác mười bài và hoàn thành điểm số. Mitsuda trở lại để xem đoạn kết với các nhân viên trước khi phát hành trò chơi, khóc khi thấy cảnh hoàn thành.  

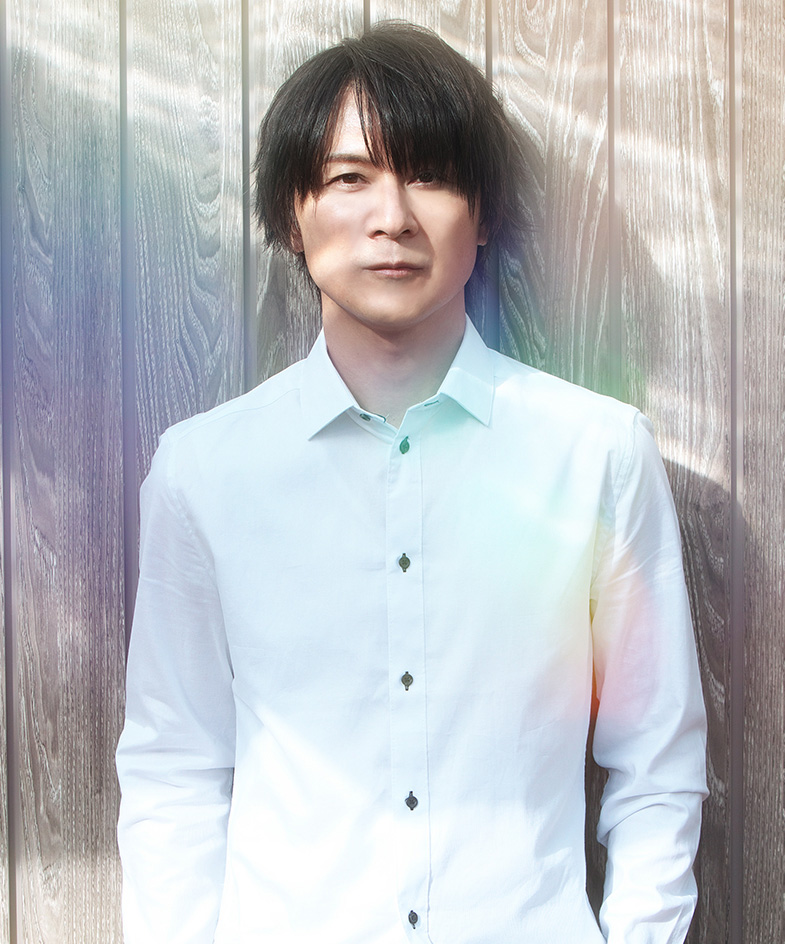
Mitsuda Yasunori đã sáng tác phần lớn âm nhạc cho Chrono Trigger và sau đó sẽ đóng vai trò là nhà soạn nhạc cho Chrono Cross.

Vào thời điểm phát hành trò chơi, số lượng bản nhạc và hiệu ứng âm thanh là chưa từng có, nhạc nền đã kéo dài ba đĩa trong lần nhấn thương mại năm 1995. Square cũng phát hành một bản nhạc acid jazz một đĩa có tên là " The Brink of Time " của Guido năm đó. Brink of Time xuất hiện vì Mitsuda muốn làm một việc mà không ai khác đang làm, và ông lưu ý rằng nhạc acid jazz và các thể loại liên quan của nó không phổ biến ở thị trường Nhật Bản.  Mitsuda coi Chrono Trigger là một trò chơi mang tính bước ngoặt giúp trưởng thành tài năng của anh. Mặc dù Mitsuda sau đó cho rằng tác phẩm tiêu đề là "thô ráp quanh các cạnh", ông vẫn khẳng định rằng nó có "ảnh hưởng đáng kể đến cuộc đời làm nhà soạn nhạc của ông".  Vào năm 1999, Square đã sản xuất một bản nhạc một đĩa khác để bổ sung cho bản phát hành Trigger của PlayStation, với các bản nhạc được sử dụng trong các đoạn cắt cảnh. Tsuyoshi Sekito đã sáng tác bốn tác phẩm mới cho các tính năng phần thưởng của trò chơi không có trong nhạc phim. Một số người hâm mộ đã không hài lòng vì sự vắng mặt của Mitsuda trong việc tạo nền, có nhạc cụ đôi khi khác về mặt bản chất so với trò chơi gốc.  Mitsuda sắp xếp các phiên bản âm nhạc từ loạt trò chơi Chrono cho Play! buổi hòa nhạc âm nhạc của trò chơi video, trình bày chủ đề chính, Frog 's Theme và To Far Away Times. Ông đã làm việc với Square Enix để đảm bảo rằng âm nhạc cho Nintendo DS sẽ nghe gần giống hơn với phiên bản Super NES. Mitsuda khuyến khích phản hồi về nhạc nền của trò chơi từ những người chơi đương đại (người mà anh nghĩ sẽ mong đợi "điểm số giao hưởng đầy đủ xuất phát từ chính cảm nhận của người chơi"). Những người hâm mộ đặt trước Chrono Trigger DS đã nhận được một đĩa nhạc đặc biệt chứa hai bản phối nhạc của nhạc Chrono Trigger do Natsumi Kameoka đạo diễn; Square Enix cũng đã tổ chức một giải thưởng ngẫu nhiên cho hai bản sao có chữ ký của tờ Chrono Trigger. Mitsuda bày tỏ khó khăn trong việc lựa chọn giai điệu cho dàn nhạc giao hưởng, cuối cùng chọn một giai điệu từ mỗi thời đại và chủ đề nhân vật nhất định.
Âm nhạc từ trò chơi được trình diễn trực tiếp bởi Dàn nhạc giao hưởng Tokyo vào năm 1996 tại buổi hòa nhạc trò chơi ở Tokyo, Nhật Bản. Một bộ âm nhạc bao gồm Chrono Trigger là một phần của chuyến lưu diễn thế giới với âm nhạc trò chơi video Play! A Video Game Symphony, nơi Mitsuda đã tham dự buổi ra mắt thế giới của buổi hòa nhạc tại Chicago vào ngày 27 tháng 5 năm 2006. Bộ âm nhạc Chrono của anh, bao gồm "Reminiscence", "Chrono Trigger", "Chrono Cross ~ Scar's Time", "Frog's Theme" và "To Far Away Times" đã được trình diễn. Mitsuda cũng đã xuất hiện cùng Dàn nhạc Giao hưởng Eminence với tư cách là khách mời đặc biệt. Trò chơi điện tử Live cũng có sự góp mặt của Chrono Trigger và Chrono Cross. Một bản hòa tấu âm nhạc từ Chrono Trigger được tạo thành từ một trong bốn bộ của buổi hòa nhạc Symphonic Fantasies vào tháng 9 năm 2009, được sản xuất bởi những người tạo ra chuỗi Symphonic Game Music Concert, do Arnie Roth thực hiện. Square Enix đã phát hành lại nhạc nền của trò chơi, cùng với một cuộc phỏng vấn video với Mitsuda vào tháng 7 năm 2009.

## Phát hành
Nhóm dự định phát hành Chrono Trigger vào cuối năm 1994, nhưng việc phát hành đã bị đẩy lùi sang năm sau.  Các phiên bản alpha đầu tiên của Chrono Trigger đã được trình diễn tại các lễ hội V-Jump năm 1994 và 1995 tại Nhật Bản. Một vài tháng trước khi phát hành trò chơi, Square đã chuyển phiên bản beta tới các nhà phê bình tạp chí và cửa hàng trò chơi để xem xét. Một bản dựng chưa hoàn thành của trò chơi ngày 17 tháng 11 năm 1994, nó chứa các bản nhạc, địa điểm và các tính năng khác chưa được sử dụng đã bị thay đổi hoặc xóa khỏi bản phát hành cuối cùng, ví dụ như một dungeon tên là "Singing Mountain" và giai điệu cùng tên của nó.   Một số tên cũng khác nhau; nhân vật Soysaw (Slash trong phiên bản Mỹ) được gọi là Wiener, trong khi Mayonnay (Flea trong phiên bản Mỹ) được đặt tên là Ketchappa.  Hình ảnh ROM cho phiên bản đầu tiên này cuối cùng đã được tải lên internet, khiến người hâm mộ khám phá và ghi lại sự khác biệt của trò chơi, bao gồm hai họa tiết nhân vật NPC bản đồ thế giới chưa sử dụng và giả định thêm các họa tiết cho một số nhân vật không phải người chơi.  Xung quanh bản phát hành của trò chơi, Horii Yuji nhận xét rằng Chrono Trigger "vượt xa mong đợi của [nhóm phát triển], và Sakaguchi Hironobu chúc mừng các nghệ sĩ đồ họa và nhà thiết kế hiện trường của trò chơi. Sakaguchi dự định hoàn thiện "cảm giác nhảy múa bạn có được từ việc khám phá thế giới của Toriyama" trong trường hợp họ sẽ làm phần tiếp theo.
Chrono Trigger đã sử dụng hộp mực ROM 32 megabit với RAM được hỗ trợ bằng pin cho các trò chơi đã lưu, thiếu bộ đồng xử lý trên hộp mực đặc biệt. Bản phát hành Chrono Trigger của Nhật Bản bao gồm cảnh cho kết thúc trò chơi và bộ đếm vật phẩm trò chơi trong menu trạng thái của người chơi. Các nhà phát triển tạo ra các phiên bản Bắc Mỹ trước khi thêm các tính năng này với bản gốc xây dựng, vô tình tạo ra một số thay đổi mới so phát triển ban đầu Chrono Trigger (chẳng hạn như 'Singing Mountain'). Sakaguchi Hironobu đã yêu cầu dịch giả Ted Woolsey bản địa hóa Chrono Trigger cho người chơi Anh và cho anh ta khoảng ba mươi ngày để làm việc. Thiếu sự giúp đỡ của một nhóm dịch thuật hiện đại, anh ta ghi nhớ các tình huống và xem xét các bản nháp hướng dẫn của người chơi thương mại để đặt cuộc đối thoại trong bối cảnh.  Woolsey sau đó phản ánh rằng anh ta sẽ tốn hai tháng rưỡi, và đổ lỗi cho lịch trình vội vã của mình bằng thái độ phổ biến ở Nhật Bản rằng các trò chơi chỉ dành cho trẻ con thay vì làm việc nghiêm túc.  Một số tác phẩm của anh đã bị cắt do hạn chế về không gian, mặc dù anh vẫn coi Trigger là "một trong những trò chơi thỏa mãn nhất [anh] từng làm việc hoặc chơi". Nintendo của Mỹ đã kiểm duyệt một số cuộc đối thoại nhất định, bao gồm các tài liệu tham khảo về nuôi con bằng sữa mẹ, tiêu thụ rượu và tôn giáo.
Phiên bản SNES gốc của Chrono Trigger đã được phát hành trên dịch vụ tải xuống Wii Console tại Nhật Bản vào ngày 26 tháng 4 năm 2011, tại Hoa Kỳ vào ngày 16 tháng 5 năm 2011, và tại Châu Âu vào ngày 20 tháng 5 năm 2011  Trước đó vào tháng 4 năm 2008, một cuộc thăm dò độc giả của Nintendo Power đã xác định Chrono Trigger là trò chơi được yêu thích thứ ba cho Virtual Console. Nó đã tiếp tục nhận được một số điểm hoàn hảo 10 trên 10 trên IGN.

### PlayStation
Square đã phát hành một bản nâng cao của Chrono Trigger được phát triển bởi Tose tại Nhật Bản cho Sony PlayStation vào năm 1999. Square đã hẹn giờ phát hành trước đó là Chrono Cross, phần tiếp theo năm 1999 của Chrono Trigger, để làm quen với những người chơi mới với câu chuyện dẫn đến nó. Phiên bản này bao gồm các đoạn cắt cảnh anime được tạo ra bởi Bird Studio của nhà thiết kế nhân vật gốc Toriyama Akira và hoạt hình tại Toei Animation, cũng như một số tính năng bổ sung, có thể truy cập sau khi đạt được nhiều kết thúc khác nhau trong trò chơi. Nhà kịch bản Kato Masato đã tham dự các cuộc họp lập kế hoạch tại Bird Studio để thảo luận về cách các đoạn cắt cảnh kết thúc sẽ có mối liên hệ thế nào với Chrono Cross.  Bản port được phát hành ở Bắc Mỹ vào năm 2001 cùng với phiên bản mới được dịch của Final Fantasy IV - Final Fantasy Chronicles. Các nhà phê bình chỉ trích Chronicles vì thời gian tải dài và không có các tính năng mới trong trò chơi. Lặp đi lặp lại tương tự này cũng được phát hành lại dưới dạng trò chơi có thể tải xuống trên PlayStation Network vào ngày 4 tháng 10 năm 2011, cho PlayStation 3, PlayStation Vita và PlayStation Portable.

### Nintendo DS
Vào ngày 2 tháng 7 năm 2008, Square Enix tuyên bố rằng họ đang lên kế hoạch đưa Chrono Trigger lên nền tảng cầm tay Nintendo DS. Nhà soạn nhạc Mitsuda Yasunori hài lòng với dự án, kêu lên "cuối cùng!" sau khi nhận được tin tức từ Square Enix và duy trì, "đây vẫn là một game có chiều sâu, có chất lượng ngay cả khi bạn chơi nó ngày hôm nay. Tôi rất thích xem những đứa trẻ ngày nay nghĩ gì về nó khi chúng chơi nó. "  Square giữ lại Kato Masato để giám sát và Tose lập trình nó. Kato giải thích: "Tôi muốn nó dựa trên bản phát hành Super NES gốc chứ không phải phiên bản PlayStation. Tôi nghĩ rằng chúng ta nên xem xét các yếu tố bổ sung từ phiên bản Playstation, kiểm tra lại và làm lại chúng để biến nó thành một phiên bản hoàn chỉnh. Đó là cách nó gây ấn tượng với tôi và tôi đã nói với các nhân viên như vậy sau này. "  Square Enix đã chào mừng trò chơi bằng cách hiển thị nghệ thuật gốc của Toriyama Akira tại Tokyo Game Show 2008.
Bản phát hành lại DS chứa tất cả các những gì bổ sung từ bản PlayStation, cũng như các cải tiến khác. Các tính năng được thêm vào bao gồm bản dịch chính xác và được sửa đổi bởi Tom Slattery, chế độ màn hình kép giúp xóa màn hình trên cùng của tất cả các menu, màn hình bản đồ tự hoàn thành và tùy chọn "chạy" mặc định. Nó cũng có tùy chọn để lựa chọn giữa hai sơ đồ điều khiển: một phản chiếu các điều khiển SNES ban đầu và một tùy chọn khác sử dụng màn hình cảm ứng của DS.  Kato Masato đã tham gia phát triển, giám sát việc bổ sung Đấu trường quái vật, hai khu vực mới, Lost Sanctum và Dimensional Vortex, và một kết thúc mới tiếp tục báo trước các sự kiện của Chrono Cross. Một trong những khu vực trong Vortex sử dụng bài hát "Singing Mountain" được thể hiện trên nhạc nền Chrono Trigger gốc. Những dungeon mới đã gặp nhiều ý kiến trái chiều; GameSpot gọi chúng là "bực bội" và "lặp đi lặp lại", trong khi IGN lưu ý rằng "các nhiệm vụ bổ sung trong trò chơi kết nối cực kỳ tốt". Đó là một đề cử cho "Game nhập vai hay nhất cho Nintendo DS" trong giải thưởng trò chơi video năm 2008 của IGN. Phiên bản Chrono Trigger của Nintendo DS là trò chơi bán chạy thứ 22 trong năm 2008 tại Nhật Bản.

### Di động
Một phiên bản điện thoại di động đã được phát hành tại Nhật Bản trên dịch vụ phân phối i-mode vào ngày 25 tháng 8 năm 2011  Một phiên bản iOS đã được phát hành vào ngày 8 tháng 12 năm 2011. Phiên bản này dựa trên phiên bản Nintendo DS, với đồ họa được tối ưu hóa cho iOS. Trò chơi sau đó đã được phát hành cho Android vào ngày 29 tháng 10 năm 2012. Một bản cập nhật kết hợp hầu hết các tính năng của phiên bản Windows, bao gồm cả việc giới thiệu lại các đoạn cắt cảnh hoạt hình, đã không có trong bản phát hành di động ban đầu đã được phát hành vào ngày 27 tháng 2 năm 2018.

### Windows
Square Enix đã phát hành Chrono Trigger mà không cần thông báo cho Microsoft Windows thông qua Steam vào ngày 27 tháng 2 năm 2018. Phiên bản này bao gồm tất cả nội dung từ bản Nintendo DS, đồ họa độ phân giải cao hơn từ bản phát hành thiết bị di động, hỗ trợ điều khiển chuột và bàn phím và tính năng tự động lưu, cùng với nội dung bổ sung như hình nền và âm nhạc. Bản PC nhận được sự tiếp nhận tiêu cực do chất lượng đồ họa kém hơn, các trục trặc bổ sung, giao diện người dùng thích ứng với màn hình cảm ứng và không điều chỉnh đúng sơ đồ điều khiển cho bàn phím và bộ điều khiển. Đáp lại, Square Enix đã cung cấp các bản cập nhật UI khác nhau và các cải tiến khác trong vài tháng tới để giải quyết các khiếu nại.

## Đón nhận
Trò chơi là game bán chạy ở Nhật Bản. Cả bản SNES và PS1 của trò chơi đã xuất xưởng hơn 2,36 triệu bản tại Nhật Bản và 290.000 bản ra nước ngoài. Hai triệu bản đầu tiên được bán tại Nhật Bản đã được giao chỉ sau hai tháng, và trò chơi kết thúc năm 1995 là trò chơi bán chạy thứ ba trong năm sau Dragon Quest VI: Realms of Revelation và Donkey Kong Country 2: Didder's Kong Quest. Trò chơi đã đạt được thành công đáng kể khi phát hành ở Bắc Mỹ và phát hành lại trên PlayStation như một phần của gói Final Fantasy Chronicles đứng đầu bảng xếp hạng doanh thu NPD TRSTS PlayStation trong hơn sáu tuần. Phiên bản này sau đó đã được phát hành lại vào năm 2003 như là một phần của dòng Greatest Hits của Sony. Chrono Trigger DS đã bán được 490.000 bản tại Nhật Bản, 240.000 bản tại Bắc Mỹ và 60.000 bản tại Châu Âu tính đến tháng 3 năm 2009.
Chrono Trigger đã giành được nhiều lời khen ngợi ngoài việc bán hàng nhanh chóng. Famicom Tsūshin đã cho Chrono Trigger đầu tiên 8 trên 10  và sau đó là 9 trên 10 trong Đánh giá chéo của người chơi. Nintendo Power đã so sánh nó một cách thích thú với Secret of Mana, Final Fantasy và The Legend of Zelda: A Link to the Past, trích dẫn cải tiến đồ họa, âm thanh, cốt truyện và lối chơi.  GamePro đánh giá cao lối chơi đa dạng, sự hài hước, khả năng chơi lại trò chơi với các nhân vật được xây dựng trước đó và đồ họa mà họ cho rằng vượt xa cả Final Fantasy VI. Họ nhận xét rằng chiến đấu dễ dàng và đơn giản hơn so với hầu hết các game nhập vai, nhưng lập luận rằng "Hầu hết người chơi sẽ chọn một game nhập vai dễ dàng hơn tầm cỡ này trong hàng trăm cuộc phiêu lưu nhập vai giả tưởng phức tạp hơn, nhưng kém phát triển hơn." Họ đã cho trò chơi 5 trên 5 điểm hoàn hảo ở cả bốn loại: đồ họa, âm thanh, điều khiển và funfactor. Electronic Gaming Weekly đã trao cho nó giải thưởng "Trò chơi của tháng", với bốn nhà phê bình của họ ca ngợi đồ họa, câu chuyện và âm nhạc.  Chrono Trigger giành nhiều giải thưởng từ năm 1995 giải thưởng video game Electronic Gaming Monthly ' trong đó có game nhập vai xuất sắc nhất, Âm nhạc xuất sắc nhất trong một trò chơi Cartridge-Based, và tốt nhất Super NES game. Tạp chí PlayStation chính thức của Mỹ mô tả Trigger là "nguyên bản và cực kỳ quyến rũ", thể hiện đồ họa, âm thanh và câu chuyện đặc biệt ấn tượng. IGN nhận xét rằng "nó có thể chứa đầy mọi trò chơi RPG có thể tưởng tượng được, nhưng Chrono Trigger cố gắng nổi bật giữa các gói" với "một câu chuyện [quyến rũ] không quá nghiêm trọng  [sic]    "và" một trong những nhạc phim hay nhất từng được sản xuất ". Các nhà đánh giá khác (chẳng hạn như nhân viên của RPGFan và RPGamer) đã chỉ trích độ dài ngắn và dễ dàng tương đối của trò chơi so với các đồng nghiệp của nó. Victoria Earl của Gamasutra đã ca ngợi thiết kế trò chơi vì đã cân bằng "sự kiểm soát của nhà phát triển với sự tự do của người chơi bằng cách sử dụng cơ chế được thiết kế tỉ mỉ và cách tiếp cận theo mô-đun để kể chuyện." 
Nhìn chung, các nhà phê bình ca ngợi Chrono Trigger vì câu chuyện "tuyệt vời nhưng không quá phức tạp", lối chơi đơn giản nhưng sáng tạo và giá trị chơi lại cao được cung cấp bởi nhiều kết thúc. GameRankings tổng hợp điểm trực tuyến liệt kê phiên bản Super NES gốc là game nhập vai có điểm số cao thứ 2  và trò chơi có điểm cao nhất thứ 24 từng được đánh giá. Năm 2009, Guinness World Records đã liệt kê nó là trò chơi video có ảnh hưởng thứ 32 trong lịch sử. Nintendo Power liệt kê kết thúc cho Chrono Trigger là một trong những kết thúc vĩ đại nhất trong lịch sử Nintendo, do hơn một chục kết thúc mà người chơi có thể trải nghiệm. Tom Hall đã lấy cảm hứng từ Chrono Trigger và các game console khác trong việc tạo ra Anachronox, và sử dụng cảnh đốt lửa trại để minh họa cho chiều sâu kịch tính của game nhập vai Nhật Bản. Thế hệ tiếp theo đã xem xét phiên bản Super NES của trò chơi, đánh giá bốn sao trong số năm và tuyên bố rằng "nó [...] dễ dàng đủ điều kiện là một trong những game nhập vai hay nhất từng được tạo ra".
Chrono Trigger thường được liệt kê vào danh sách các trò chơi video hay nhất mọi thời đại. Năm 1997, Electronic Gaming Weekly xếp nó là trò chơi video console thứ 29 hay nhất mọi thời đại; trong khi lưu ý rằng nó không hay bằng Final Fantasy VI (xếp thứ 9), họ đã dành những lời khen ngợi tuyệt vời cho việc xử lý du hành thời gian và động cơ chiến đấu của nó.  Nó đã xếp hạng cao trên tất cả sáu trang web đa phương tiện "danh sách 100 trò chơi hàng đầu mọi thời đại" của IGN trong danh sách thứ 4 năm 2002, thứ 6 đầu năm 2005, thứ 13 vào cuối năm 2005, thứ 2 năm 2006, thứ 18 năm 2007 và thứ 2 năm 2008. Game Informer gọi đây là trò chơi yêu thích thứ 15 vào năm 2001. Nhân viên của nó nghĩ rằng đó là trò chơi không phải Final Fantasy hay nhất mà Square đã sản xuất vào thời điểm đó. GameSpot đã đưa Chrono Trigger vào danh sách "Trò chơi vĩ đại nhất mọi thời đại" được phát hành vào tháng 4 năm 2006, và nó cũng xuất hiện ở vị trí thứ 28 trong danh sách "All Time Top 100" trong cuộc thăm dò do tạp chí Famitsu của Nhật Bản thực hiện cùng năm. Vào năm 2004, Chrono Trigger đã kết thúc giải Á quân sau Final Fantasy VII trong cuộc bầu chọn trò chơi điện tử do GameFAQs khai mạc. Vào năm 2008, độc giả của Dengeki Online đã bình chọn đây là trò chơi hay thứ tám từng được thực hiện. Vấn đề kỷ niệm lần thứ hai mươi của Nintendo Power đã gọi nó là trò chơi Super NES hay thứ năm. Vào năm 2012, nó đã đứng thứ 32 trong danh sách "100 trò chơi hay nhất mọi thời đại" của GamesRadar, và vị trí số 1 trong danh sách "Những game nhập vai hay nhất" của GamesRadar. GamesRadar đã gọi Chrono Trigger là trò chơi Super NES hay thứ 2 mọi thời đại, sau Super Metroid.
Ngược lại với sự khen ngợi dành cho SNES phát hành Chrono Trigger, bản Microsoft Windows 2018 của Chrono Trigger được giới phê bình chỉ trích gay gắt. Khiếu nại được các nhà đánh giá lưu ý bao gồm lỗi về kết cấu đồ họa, việc bổ sung các bộ lọc sprite xâm phạm thẩm mỹ, GUI không hấp dẫn được phát hành từ phiên bản di động năm 2011, thiếu tùy chọn tùy chỉnh đồ họa và không có khả năng điều khiển lại. Khi mô tả cổng, Forbes nhận xét: "Từ các vấn đề đồ họa khá khủng khiếp, chẳng hạn như kết cấu đồ họa và hệ thống menu xấu đau đớn, bản này thực sự không thực hiện công lý trò chơi kinh điển này."  USGamer mô tả phiên bản Windows là "tất cả các dấu hiệu của một dự án được đưa ra cho người trả giá thấp nhất. Đó là một cái nhún vai trong tâm trí của Square-Enix, dường như không xứng đáng với số tiền hoặc công sức cần thiết cho một bản nửa vời. "  Trong một bài đăng trên Twitter mô tả chi tiết về trải nghiệm của mình với phiên bản Windows, nhà phát triển độc lập Fred Wood đã so sánh bản port với "nỗ lực đầu tiên của ai đó trong trò chơi RPG Maker ", một bình luận được đăng lại trên nhiều bài báo đề cập đến chất lượng kém của việc phát hành lại.